# Пандрол-350

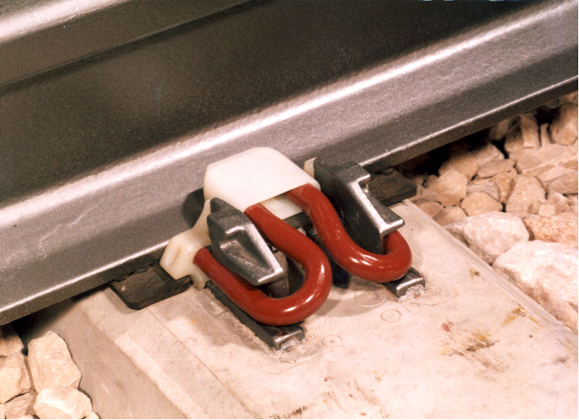
Пандрол Фастклип

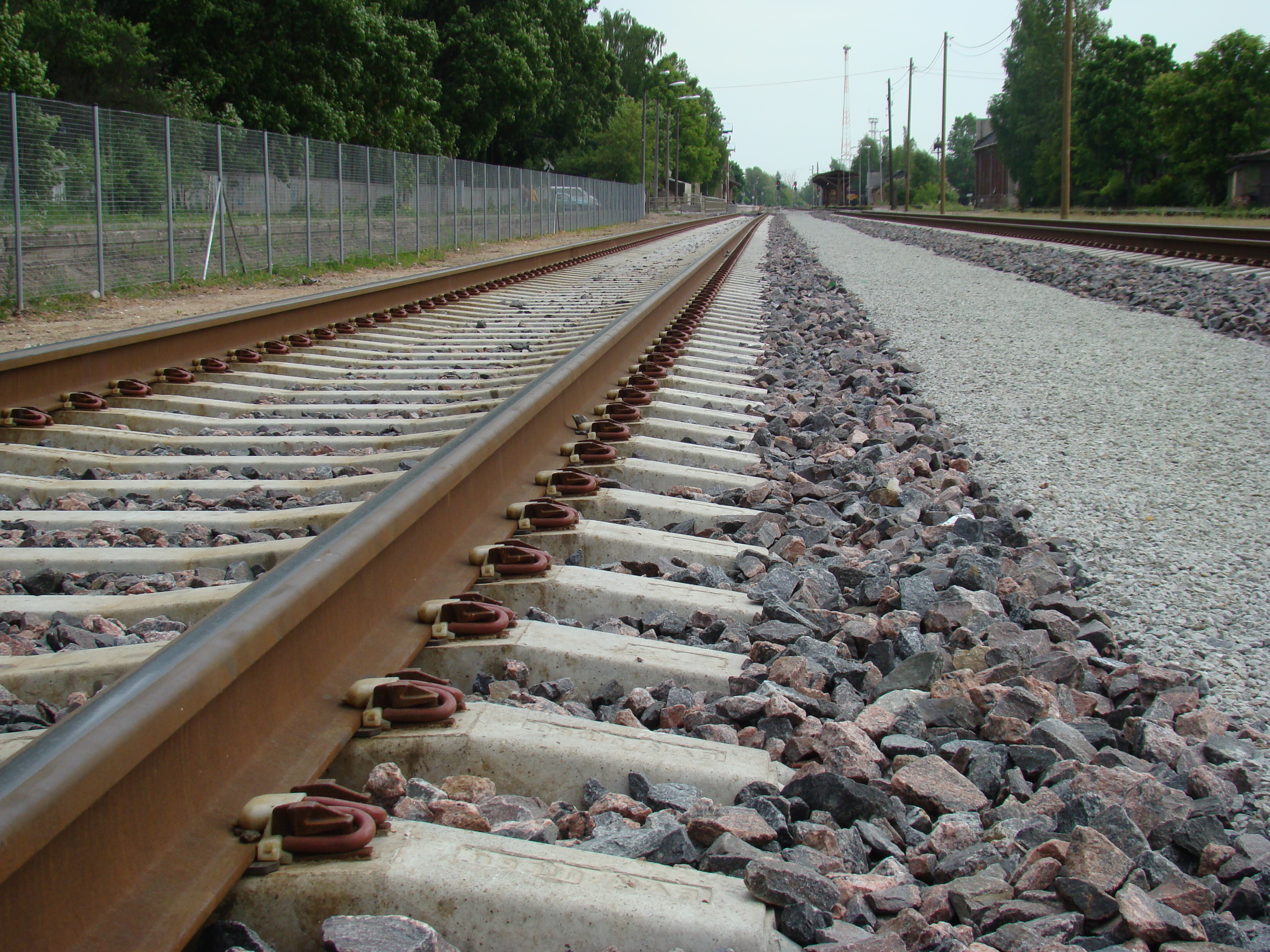
Железнодорожный путь со скреплением Пандрол Фастклип

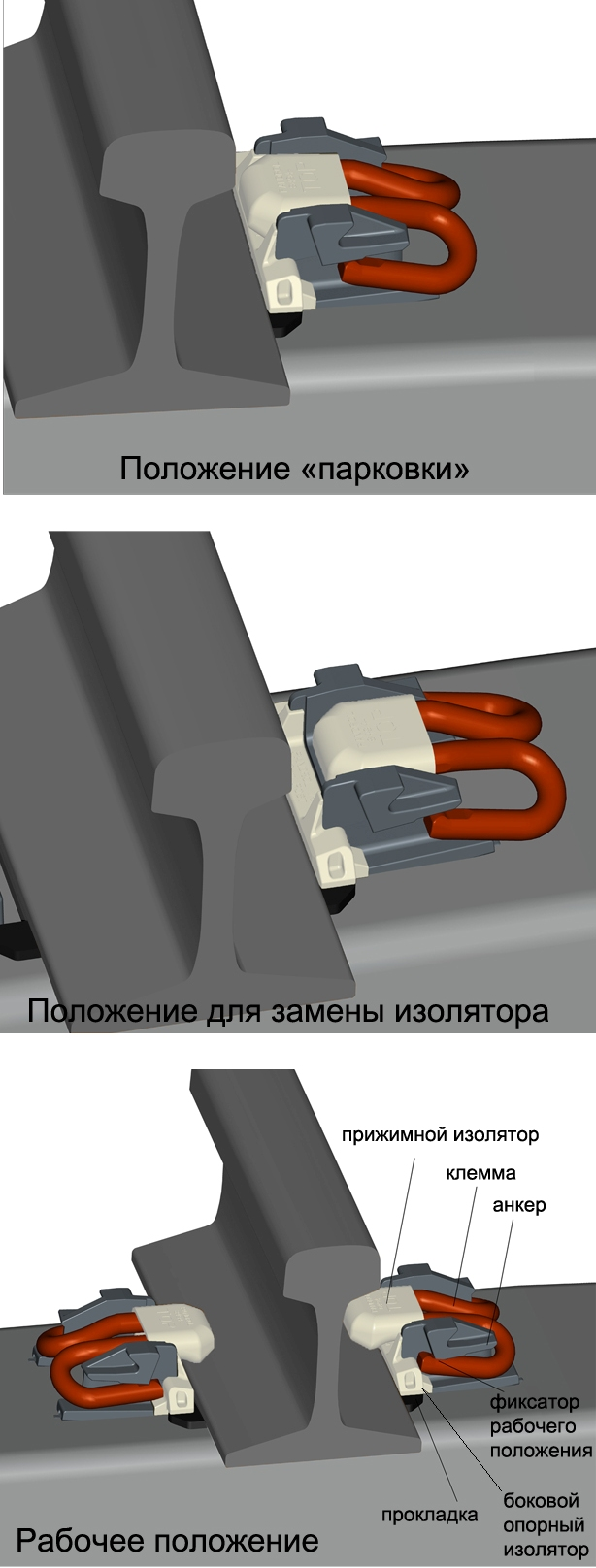
Пандрол Фастклип

«Пандрол Фастклип» — анкерное рельсовое скрепление для грузонапряженного и высокоскоростного движения на железных дорогах, разработанное британской  компанией Pandrol UK.
Скрепление Pandrol было запатентовано в 1957 году норвежским инженером-железнодорожником Per Pande Rolfsen, на данный момент патентная защита прекращена (по истечении 20 лет).

## Предпосылки появления
«Пандрол Фастклип» (локализованная версия скрепления PANDROL FASTCLIP) разработано в ответ на возрастающую потребность в сокращении сроков и повышении эффективности путеукладочных работ, увеличении скоростей движения (оптимальная скорость подвижного состава пассажирских поездов 350 км/ч), а также снижении затрат на содержание пути. Скрепления «Пандрол Фастклип» поставляются предварительно собранными на шпале (в положении «парковки»). После укладки шпал и установки рельсов скрепление простым нажатием на клемму приводится в рабочее положение.
На скреплении «Пандрол» был установлен мировой рекорд скорости для поездов на электрической тяге. Он был установлен на поезде TGV POS 3 апреля 2007 года на перегоне между Парижем и Страсбургом и составил 574,8 км/ч.

## Детали скрепления
- Клемма и прижимной изолятор снижают напряжения на контакте с рельсом и повышают электрическое сопротивление, обеспечивают стабильное прижатие рельса к основанию с усилием 12000—13000 Н.
- Боковой изолятор обеспечивает постоянную ширину колеи, электрическую изоляцию, а также высокие жёсткость и надёжность.
- Анкер изготавливается из высокопрочного чугуна с шаровидным графитом и обеспечивает одинаковый с предварительно напряжённым бетоном модуль упругости, в результате чего напряжения равномерно распределяются по шпале через анкер. Также это приводит к отсутствию деформаций под нагрузкой, что обеспечивает стабильную ширину колеи. Усилие на вырывание составляет 130 кН.
- Упругая полиуретановая прокладка, специально сконструированная для обеспечения оптимальной жесткости, высокой вибропоглощаемости и высокого коэффициента трения, защищает шпалы и балласт от высоких динамических нагрузок и повреждений, тем самым продлевая их жизненный цикл.

## Особенности скрепления
Полная предварительная сборка. Все компоненты поставляются с завода железобетонных шпал предварительно собранными на шпале, что обеспечивает значительную экономию трудовых ресурсов, уменьшая затраты по укладке пути, разрядке напряжений и при замене рельсов. Также исключена потеря элементов скрепления при перевозке и строительстве пути.
Электрическая изоляция. Анкер электрически изолирован от рельса боковым опорным изолятором. Клемма электрически изолирована от рельса изолятором прижимной части.
Рельсы различных типов. Скрепление позволяет менять типоразмер рельса или ширину колеи, просто используя боковые изоляторы различной толщины. При замене бокового изолятора клемма остается на шпале.
Удерживающая способность. Скрепление позволяет создать номинальное прижимное усилие до 13000 Н на клемму. Необходимое усилие прижатия достигается, когда клемма приводится в рабочее положение. Это исключает необходимость в приложении точного момента затяжки, как в скреплениях с резьбовыми соединениями.
Анкерное крепление. Анкер монолитно встраивается в шпалу при её изготовлении и создаёт надёжную опору скреплению, обеспечивая стабильную ширину колеи.
Нет резьбовых соединений. Скрепление Пандрол Фастклип не имеет резьбовых компонентов, что исключает необходимость в смазке и подтяжке, а также исключает возможность замерзания воды в отверстиях шпалы, которое может расколоть её.
Установка в рабочее положение. Шпалы поставляются на место сборки рельсошпальной решетки со всеми компонентами в сборе, клемма установлена в положении «парковки». После укладки рельсов клемма механически переводится в рабочую позицию. Номинальное прижимное усилие создается автоматически.
Разрядка напряжений в рельсовых плетях бесстыкового пути. При разрядке напряжений все детали скрепления остаются в сборе. Клемма просто переводится в положение «парковки» для освобождения рельса. При необходимости могут применяться специальные ролики для разрядки напряжений.
Механизированная установка. Скрепление «Пандрол Фастклип» приспособлено к механизированной установке существующими путеукладочными машинами после их модификации. Механизмы для перевода клемм в рабочее положение могут устанавливаться непосредственно на раму путеукладочного поезда (без привлечения дополнительного персонала) или использоваться автономно (с одним оператором).